# Formosat-5
Formosat-5 (Eigenschreibweise FORMOSAT-5) ist ein Erdbeobachtungssatellit der taiwanesischer National Space Organisation of the Republic of China (NSPO). Er ist Teil des Formosat-Programms.

## Start
Der Satellit am 24. August 2017 mit einer Falcon-9-Trägerrakete vom Vandenberg Air Force Base in eine nahezu polare und sonnensynchrone Umlaufbahn gebracht und sollte Formosat-2 ersetzen, welcher im August 2016 abgeschaltet wurde.

## Technische Details
Der dreiachsenstabilisierte Satellit ist mit Remote Sensing Imager (RSI) mit einem 45 cm Primärspiegel ausgerüstet, der Bilder mit einer Auflösung von vier (vier Band multispektral) bzw. zwei (panchromatisch) Metern und einer Schwadbreite von 24 km liefert. Zusätzlich ist ein Advanced Ionospheric Probe (AIP) Instrument an Bord, das zur Untersuchung des Plasmas (Zusammensetzung, Dichte, Geschwindigkeit und Temperatur von Elektronen und Ionen) der Ionosphäre dient. Der Satellit besitzt eine geplante Lebensdauer von fünf Jahren.